# 桜山貯水池
桜山貯水池（さくらやまちょすいち）は、兵庫県姫路市太市中に建設された貯水池である。通称「桜ダム」。桜山貯水池の名前の由来は、現在は貯水池下にある旧飾磨郡余部村青山より旧揖保郡太市村に抜ける峠道の街路樹として多くの桜の木が植えられていたことから「桜峠」と呼ばれていたことに由来している。

## 沿革
- 日本製鐵広畑製鉄所(現在の日本製鉄瀬戸内製鉄所広畑地区)の溶鉱炉および圧延機の冷却用の工業用水を確保するために夢前川および揖保川より取水していたが、保安用として揖保川の水を揚水し貯水するために昭和15年に着工された。計画貯水量は446万立方メートル。直径1メートルの送水管で広畑まで送水する計画であった。しかし、戦時中の資材不足のために昭和20年5月に100万立方メートルの貯水量の段階で工事は中断された。
- 昭和28年12月 - 揖保川と広畑の中間に宮田ポンプ場が設置される。
- 昭和35年11月 - 堰堤のかさ上げ工事が開始され昭和37年3月に現在の姿で完成する。

## 概要
- 堰堤高39メートル
- 堰堤頂長350メートル
- 堰堤頂幅4メートル
- 堰堤最大底幅37.9メートル
- 最大水深30メートル
- 満水事面積33万平方メートル

## 桜山公園
- ダム湖は姫路市で一番大きな人造湖で周囲およそ4キロメートルである。
- かつてはダム湖の周辺は整理されておらず戦時中の防空壕などが点在し各種犯罪や自殺が発生したりローリング族などが出没するような治安がよいとはいえない状況であったが、兵庫県および姫路市が「桜山公園」として貯水池周辺を整理し1987年（昭和62年）に8キロのハイキングコースを備えた「自然観察の森」、1989年（平成元年）に幼児教育センターを併設した工作体験なども可能な児童館「兵庫県立こどもの館」、1992年（平成4年）に安藤忠雄の設計による宿泊可能な児童生徒向け天文観測施設「星の子館」、1993年（平成5年）にはプラネタリウムを備えた児童生徒向け科学啓蒙施設「姫路科学館」(通称「アトムの館」)が整備された。また堰堤の麓には2.7ヘクタールの面積があるスポーツ広場と各種遊具を備えた公園が整備されている。

## 交通
- 神姫バス:「自然観察の森」下車すぐ
- JR姫新線:太市駅から徒歩15分

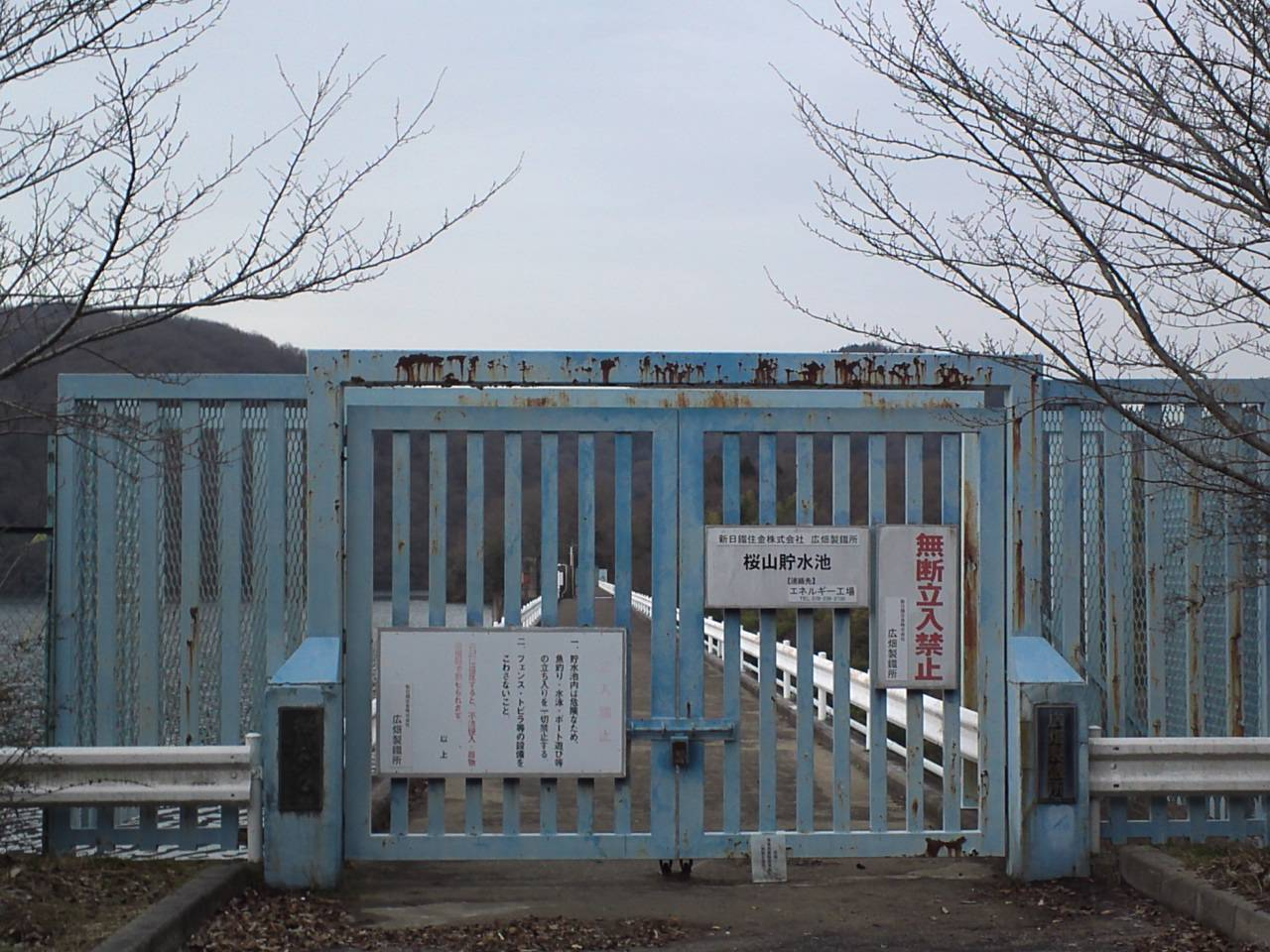
堰堤上は立ち入り禁止となっている。
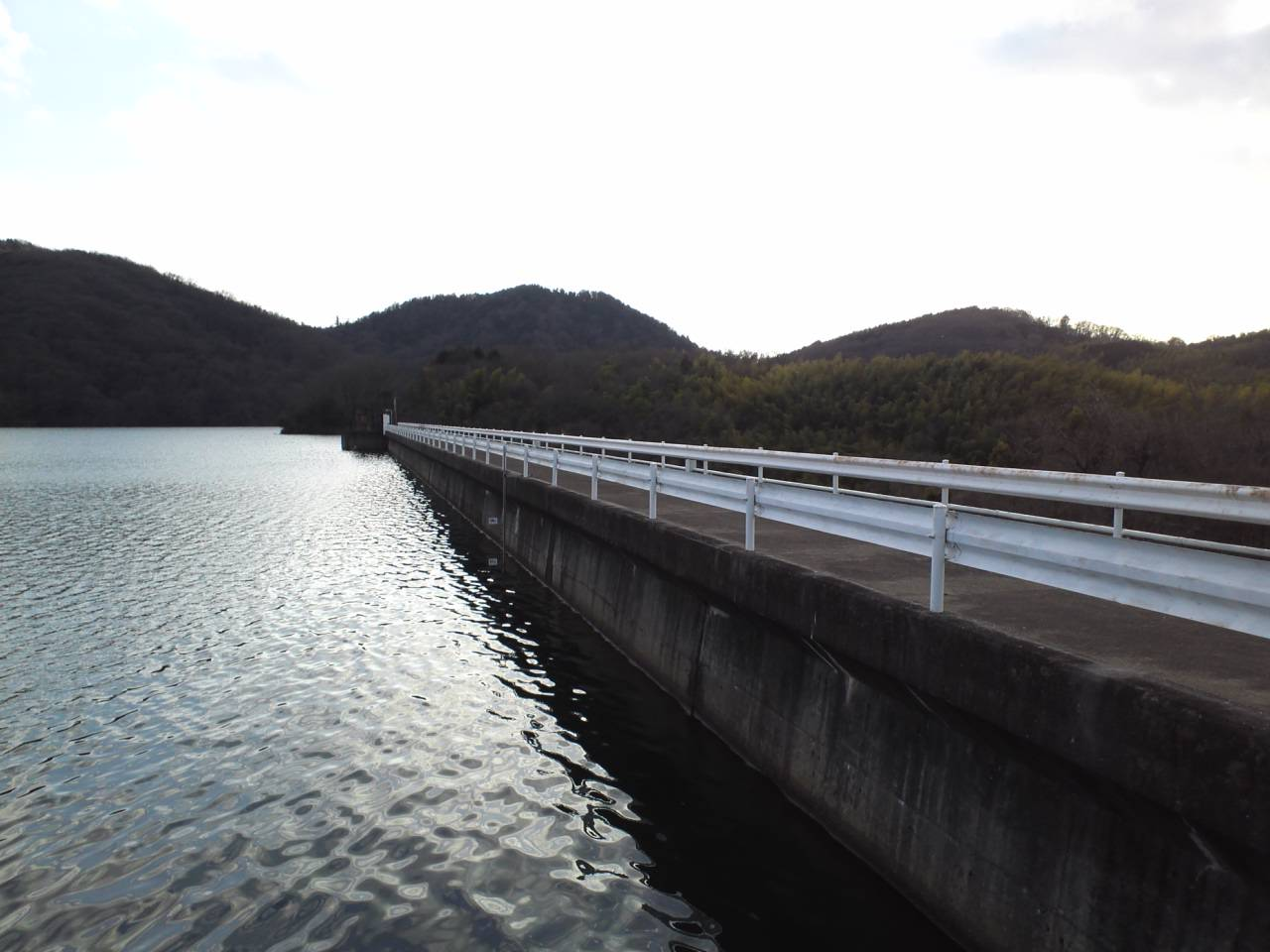
ダム湖を湖畔より望む

## 参考資料
「郷土史　おおいち」太市郷土史編集委員会編